# Kriegerdenkmal Großkugel

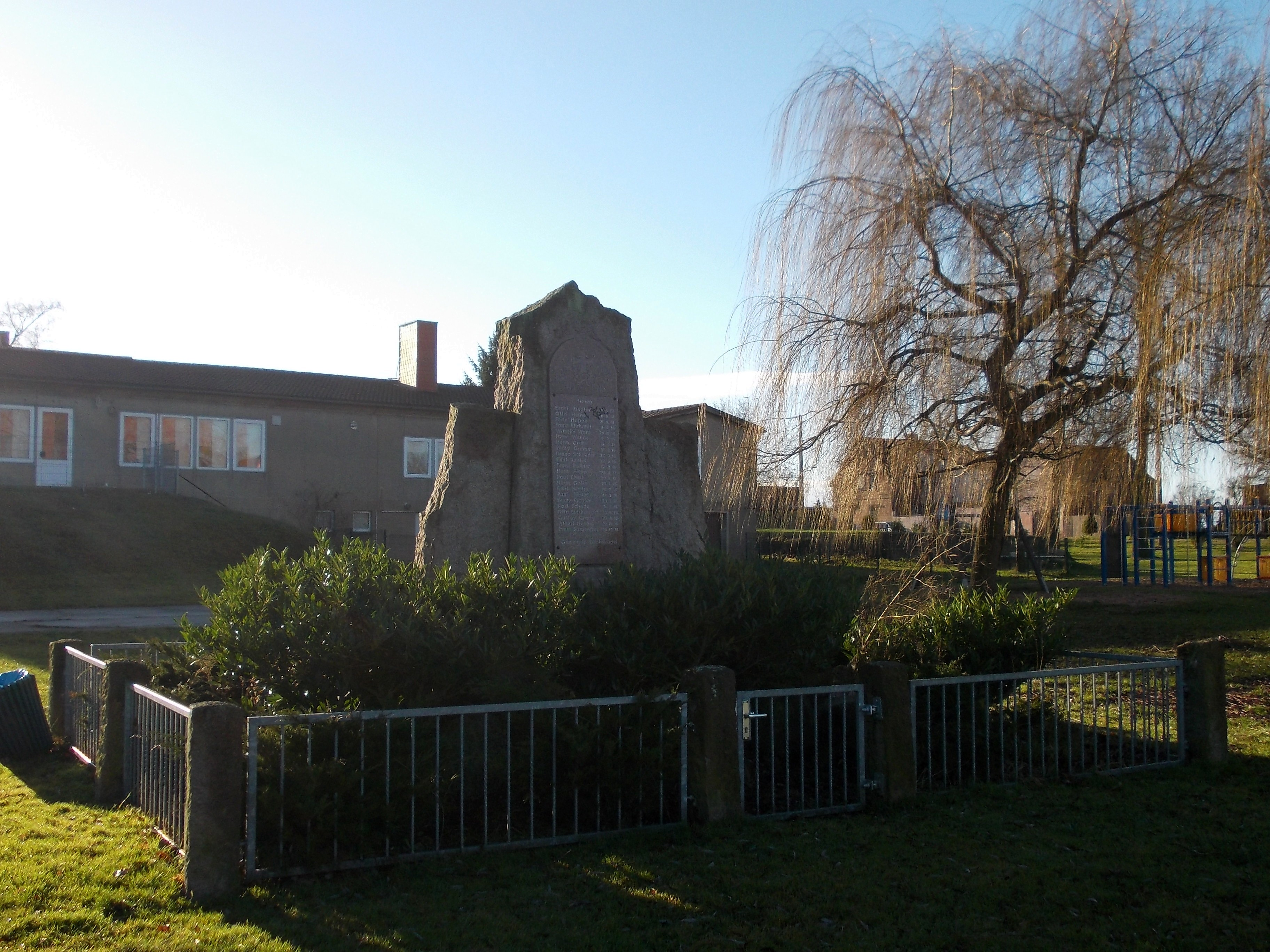
Kriegerdenkmal in Großkugel

Das Kriegerdenkmal Großkugel ist ein denkmalgeschütztes Kriegerdenkmal im Ortsteil Großkugel der Gemeinde Kabelsketal in Sachsen-Anhalt.
Im örtlichen Denkmalverzeichnis ist das Kriegerdenkmal unter der Erfassungsnummer 094 55137 als Kleindenkmal verzeichnet.
Das Kriegerdenkmal in Großkugel befindet sich südlich des Löschwasserteiches. Das Denkmal hat die Form eines Grabsteines mit zwei kleinen Stelen an der Seite. Das ganze Denkmal ist mit einem Zaun umgeben und wurde für die Gefallenen des Ersten Weltkriegs errichtet. Am zentralen Stein befindet sich eine Gedenktafel, mit einem Eisernen Kreuz und einem Eichenlaub. Darunter befindet sich die Inschrift 1914 – 1918 fielen und die 22 Namen der gefallenen Soldaten.